# Euphaedra barnsi
Euphaedra barnsi är en fjärilsart som beskrevs av James John Joicey och Talbot 1920. Euphaedra barnsi ingår i släktet Euphaedra och familjen praktfjärilar. Inga underarter finns listade i Catalogue of Life.